# Telma Borges
Telma Borges (Maranhão, 1960 - São Luís, Maranhão, 19 de maio de 2010) foi uma jornalista brasileira com base no Estado do Maranhão.

## Biografia
Telma Borges ingressou no mercado jornalístico no início dos anos 80, em estágio na Rádio Ribamar.
Em seguida, trabalhou na redação do jornal O Imparcial como repórter e teve destaque, posteriormente se tornou editora do caderno de Economia, trabalhando no jornal por 10 anos.
Depois ela foi indicada para trabalhar como repórter na TV Ribamar, afiliada da Rede Bandeirantes (hoje TV Cidade, afiliada à Rede Record), ocasião em que conheceu o jornalista Jorge Vieira, que posteriormente casou-se, que anos depois teve duas filhas.
Foi para a TV Difusora, para ser umas das produtoras do programa MATV.
Passou na Federação do Comércio do Maranhão.
Em 2010, Telma trabalhava como assessora de imprensa do Serviço Social do Comércio (Sesc).

## Morte
Em 15 de maio de 2010, Telma Borges foi internada no Hospital São Domingos, para se tratar de câncer, mas morreu às 23h30min de 19 de maio aos 49 anos, vítima de uma parada cardíaca provocada por infecção generalizada, deixando viúvo Jorge Vieira e duas filhas, Natália Vieira Borges (19 anos) e Isadora Vieira Borges (17 anos).
Em 20 de maio, o corpo da jornalista foi velado no Cemitério Pax União, em São Luís e sepultado na tarde do dia 20 de maio, no Cemitério Parque da Saudade, no bairro Vinhais.

## Reações
Entre 20 a 21 de maio, o jornalismo maranhense deu destaque a morte da jornalista, entre elas as rádios e TVs locais de São Luís. Os deputados estaduais presentes à sessão plenária de 20 de maio, a pedido da deputada Helena Heluy (PT), fizeram um minuto de silêncio em homenagem à jornalista, que era esposa do Jorge Vieira, diretor de Comunicação da Assembleia Legislativa. Discursou o deputado Nonato Aragão (PSL): "Lamento profundamente pela sua família, que perde uma grande pessoa, uma grande lutadora, uma pessoa muito estimada, de muita luta, muita devoção e muita determinação.", ressaltou a vocação que Telma, desde estudante do 2º grau, demonstrava ter pelo jornalismo, vindo, depois, a se revelar uma grande comunicadora que teve a oportunidade de brilhar em várias instituições do Maranhão, jornais, televisão: "Sem dúvida alguma, era uma pessoa maravilhosa, que deixa enlutada a sua família, o seu esposo Jorge. Eu quero deixar o meu pesar a esta família e dizer que o Maranhão também perde uma jornalista que muito contribuiu e muito vinha contribuindo com o nosso Estado", afirmou.